# کنزو سوزوکی
کنزو سوزوکی (انگلیسی: Kenzo Suzuki (astronomer)؛ زادهٔ ۱ ژانویه ۱۹۵۰) یک ستاره‌شناس اهل ژاپن است.